# Alter Jüdischer Friedhof (Prag)

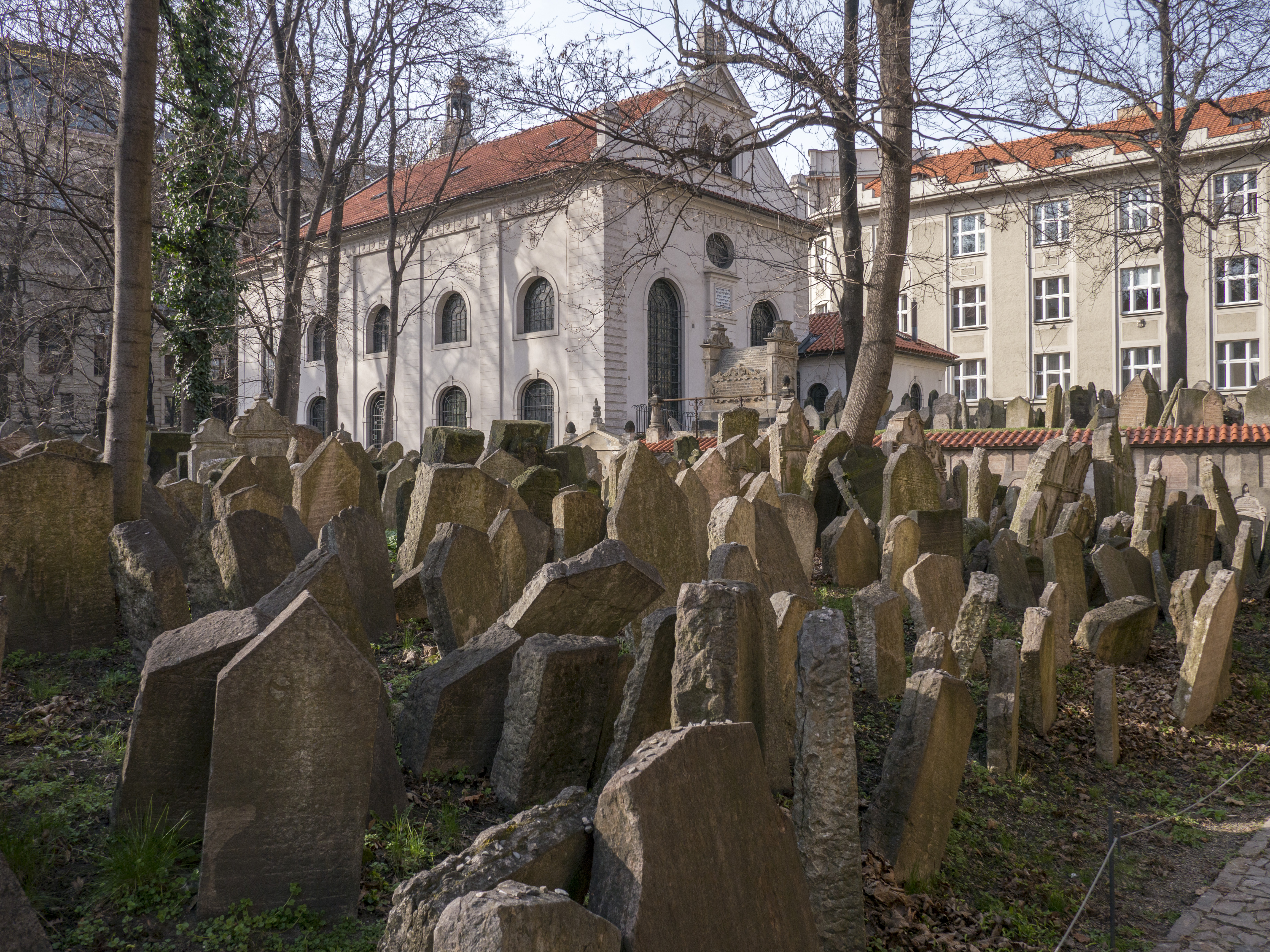
Ansicht des Friedhofs. Links die Klausen-Synagoge, dahinter die alte Zeremonienhalle

Der Alte Jüdische Friedhof (tschechisch Starý židovský hřbitov v Praze-Josefově) im Prager Stadtteil Josefov ist einer der beiden bekanntesten jüdischen Friedhöfe der Stadt und einer der historisch bedeutendsten jüdischen Friedhöfe in Europa. Er liegt im ehemals jüdischen Viertel der Prager Altstadt und geht auf die erste Hälfte des 15. Jahrhunderts zurück. Trotz seiner kleinen Fläche (ca. 1 ha) enthält er über 12.000 Grabsteine und vermutlich die Gebeine von 100.000 Menschen.

## Geschichte

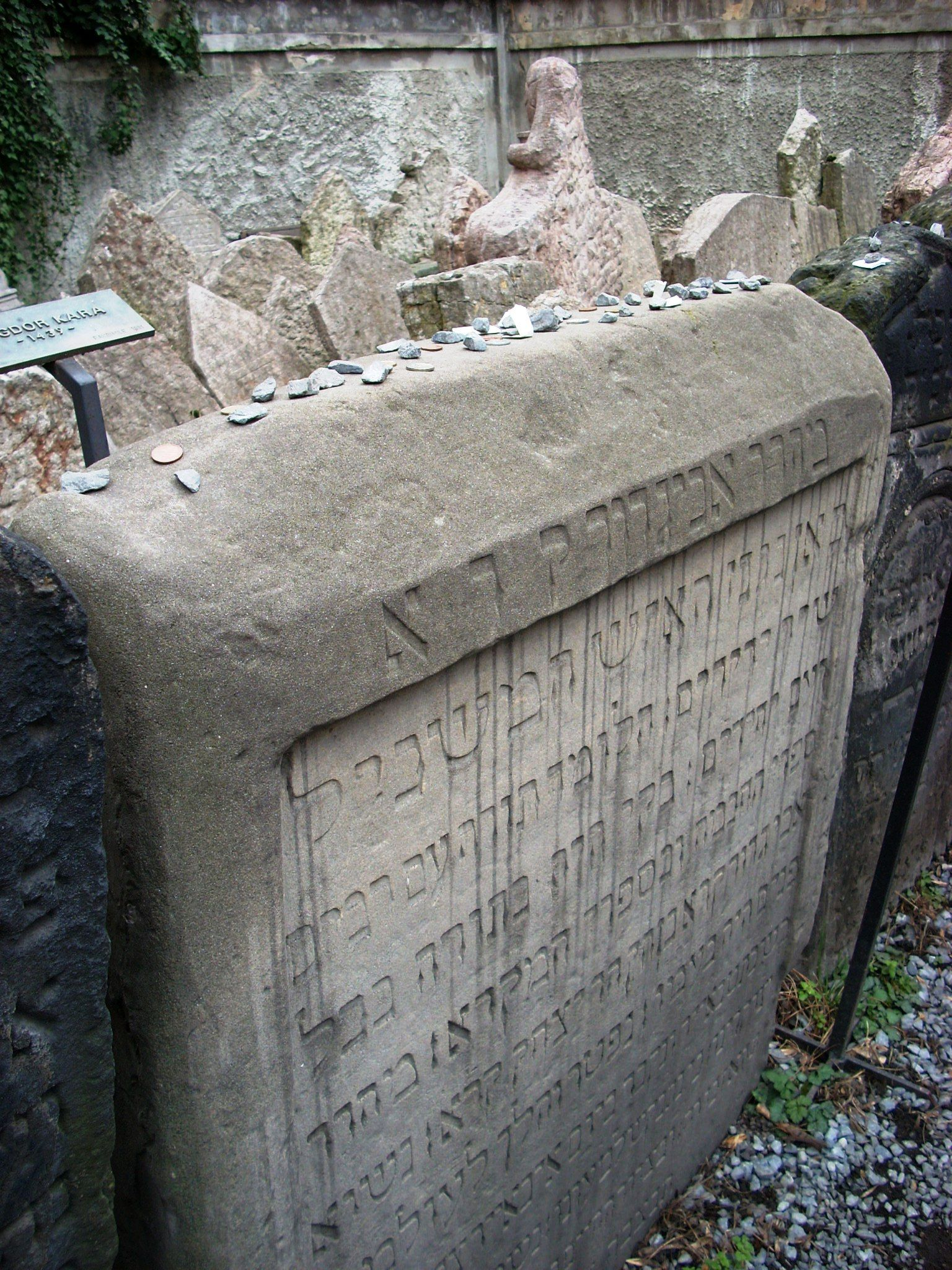
Ältestes Grab: Avigdor Kara, gestorben 1439

1478 wurde der Judengarten in der Prager Neustadt, der wahrscheinlich älteste der jüdischen Friedhöfe in Prag, durch König Wladislaw II. Jagiello geschlossen und der bereits bestehende Friedhof in Josefov wurde bis 1787 zur Hauptbegräbnisstätte der Prager Juden.
Als auch in Prag die Begräbnisse in der Innenstadt durch Kaiser Joseph II. verboten wurden, ging die jüdische Gemeinde 1787 dazu über, ihre Toten auf dem Friedhof im Stadtteil Žižkov beizusetzen. Ende des 19. Jahrhunderts wurde schließlich in der Ortslage Olšany des Stadtteils Žižkov eine kommunale Nekropole für Prag geschaffen. Unmittelbar daneben erwarb die jüdische Gemeinde ein über 100.000 m2 großes Grundstück und legte dort 1890 den neuen Friedhof mit Platz für ungefähr 100.000 Grabstätten an, der noch heute genutzt wird.

## Kurzbeschreibung
Der Friedhof entspricht bis heute nahezu seinen mittelalterlichen Ausmaßen, da es im Ghetto keine Erweiterungsmöglichkeiten gegeben hatte. Aus Platzmangel begrub man die Verstorbenen in bis zu zwölf Schichten, was mit den Jahrhunderten ein für heutige Begriffe fast malerisches Auf und Ab des Erdbodens zur Folge hatte.
Das mit einer hohen Mauer umfriedete, verwinkelte Grundstück liegt zwischen der Pinkas- und der Klausen-Synagoge, doch sind auch die Altneu- und die Maisel-Synagoge ganz in der Nähe. In die Umfriedung hat man 1866 einige gotische Grabsteine eingemauert, die vom aufgelassenen Judengarten stammen.
Neben dem Friedhof befindet sich das Jüdische Museum, das ursprünglich von Adolf Eichmann bzw. seinem Referat als „Jüdisches Zentralmuseum“ während der deutschen Besatzung eingerichtet und am 6. April 1943 von der SS als „Museum einer untergegangenen Rasse“ eröffnet wurde. Hier sind zahlreiche Kultgegenstände und Bilder ausgestellt. Sie zeigen auch die Tätigkeit der Prager Beerdigungsbruderschaft und ihre soziale Funktion. Diese 1564 gegründete gemeinnützige Organisation führte rituelle Beerdigungen durch, widmete sich aber auch karitativer Gemeindearbeit. Das Museum verwaltet auch diesen Friedhof.

## Gräber bekannter Persönlichkeiten

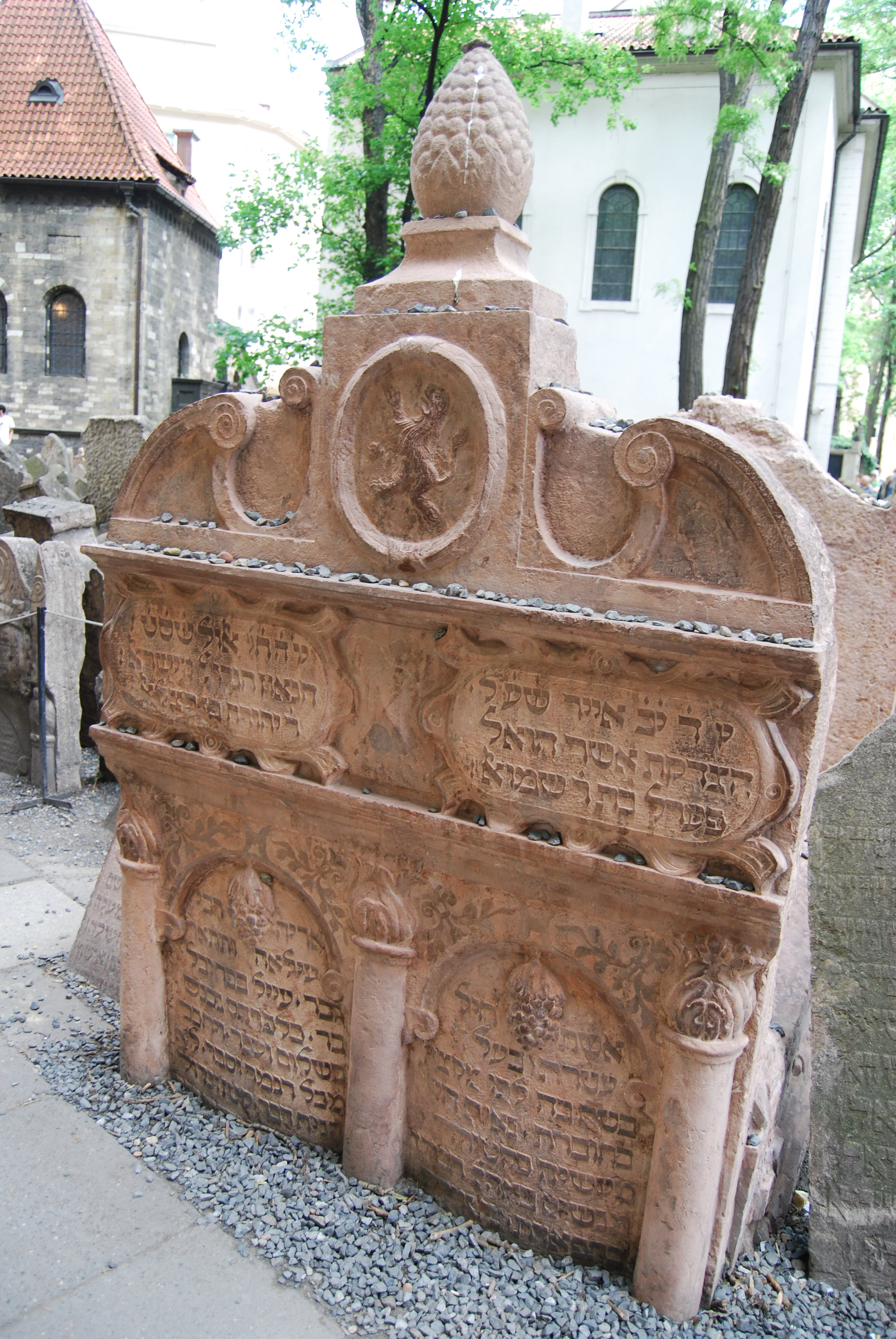
Das Grab von Rabbi Löw (1520–1609)

Die bekanntesten Grabsteine und Sarkophage sind die
- des Schriftstellers und Rabbis Avigdor Kara (ältester Grabstein, 1439)
- des berühmten Rabbi Löw (1520–1609), der bis heute hohe Verehrung genießt und als Schöpfer des legendären Golems gilt. Die zum Gedenken nach jüdischem Brauch niedergelegten Steine gehen manchmal in die Hunderte.
- des Bürgermeisters, Mäzens und Rabbiners Mordechai Maisel (1528–1601)
- der Druckereidynastie Mordechai Zemach und Bezalel Zemach (gest. 1591 bzw. 1589)
- des Historikers und Astronomen David Gans (1541–1613) – mit einer Gans als Symbolschmuck
- des Rabbiners und Gelehrten Efraim Šelomo Lunčic (1550–1619)
- der Stadtschönheit Hendela Bassevi (gest. 1628), Gattin des kaiserlich-österreichischen Hofbankiers Jakob Bassevi von Treuenberg (1580–1634)
- des Arztes, Mathematikers und Astronomen Joseph Salomo Delmedigo (1591–1655)
- des Oberrabbiners David Oppenheim (1664–1736), Sammler hebräischer Handschriften

Oft besucht wird auch der Nephele-Hügel, wo man Kinder bestattete, die weniger als ein Jahr alt wurden.
Viele Grabsteine sind mit Tieren oder Gegenständen verziert, die den Familiennamen symbolisieren: die Schere (für Schneider), ein Hirsch (auch für Familie Zvi), Löwen, Blumen und oft auch Trauben als Symbol für Glück.

## Der Friedhof und die „Protokolle der Weisen von Zion“
Der Friedhof ist Ort der Schlüsselszene in dem 1868 erschienenen antisemitischen Sensationsroman Biarritz des deutschen Schriftstellers Hermann Goedsche: Darin belauschen der Protagonist und sein jüdischstämmiger Begleiter eine Versammlung der Vertreter der zwölf Stämme Israels, die dort ihre Pläne einer antichristlichen Verschwörung besprechen. Der Text, wenn auch nicht der Ort, fand als Plagiat Eingang in die Protokolle der Weisen von Zion, eine um 1903 entstandene Grundlagenschrift des verschwörungstheoretischen Antisemitismus, die ebenfalls vorgibt, geheime Dokumente eines Treffens von jüdischen Weltverschwörern zu sein. In Umberto Ecos Roman Der Friedhof in Prag aus dem Jahr 2010, der die Entstehungsgeschichte der Protokolle phantasievoll ausschmückt, spielt der Friedhof gleichfalls eine Rolle.

## Galerie

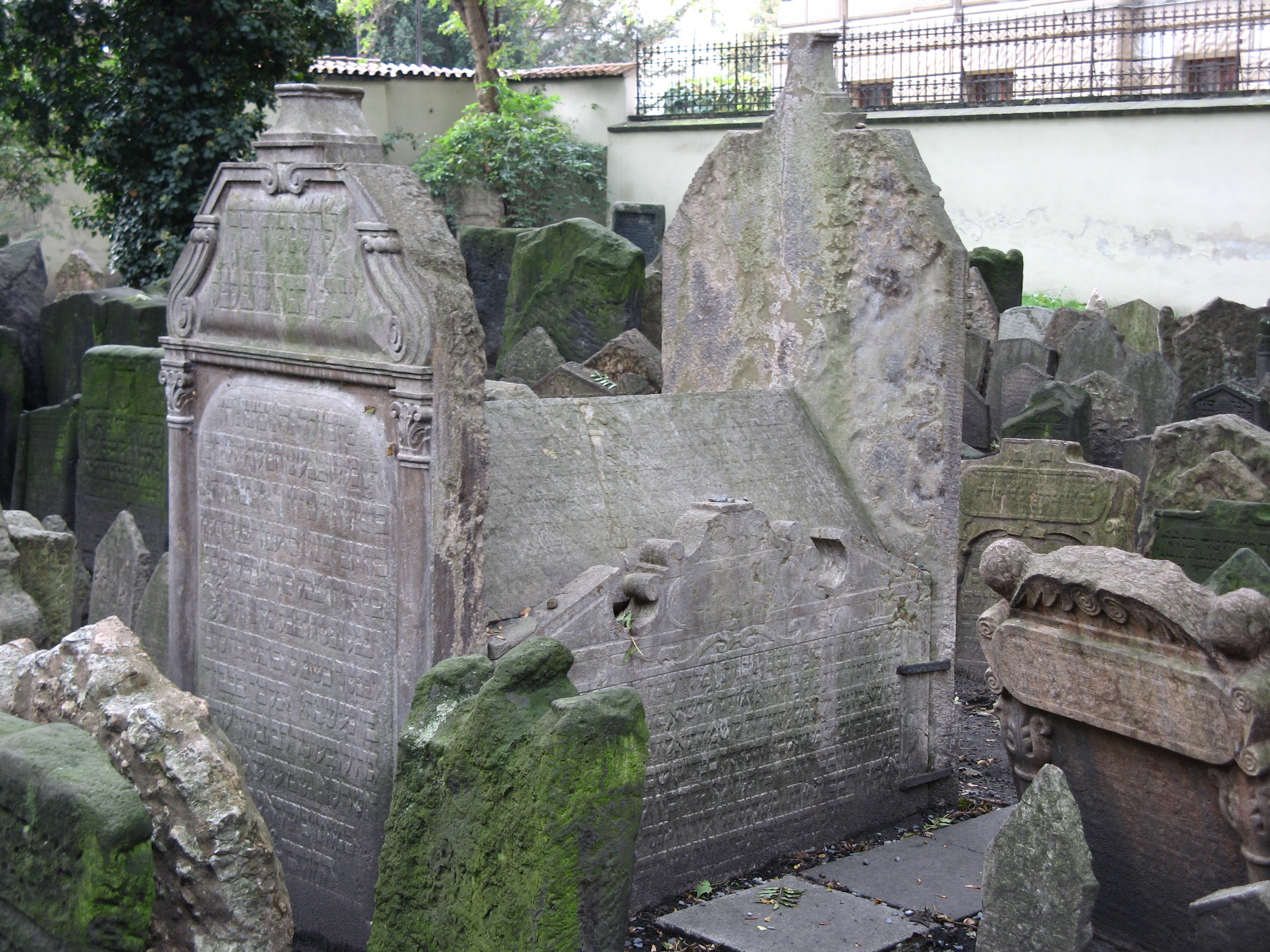
Grabmal von Mordechai Maisel
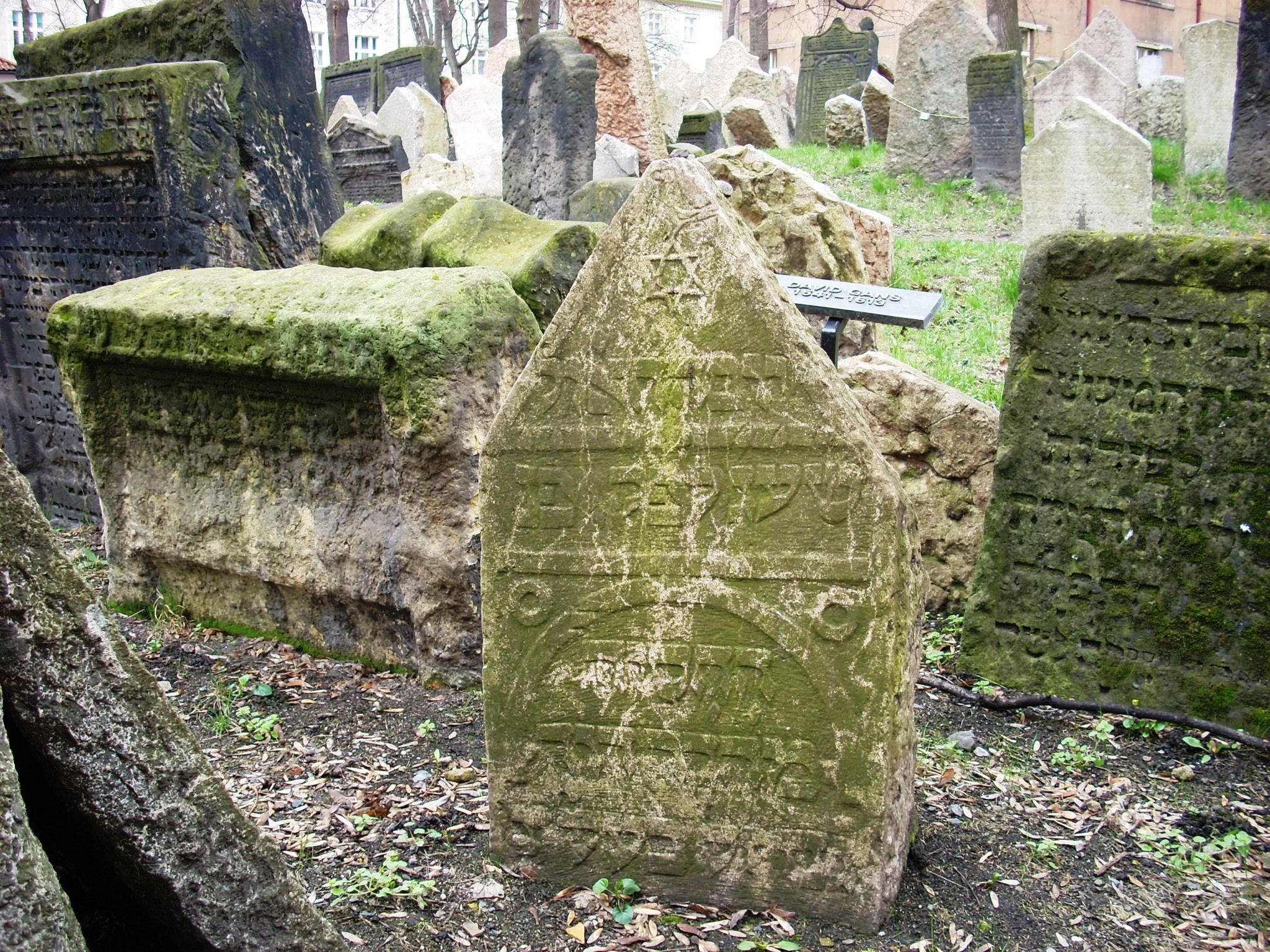
Grab des Astronomen David Gans (1541–1613), mit Himmelsbogen, Sternen und einer Gans
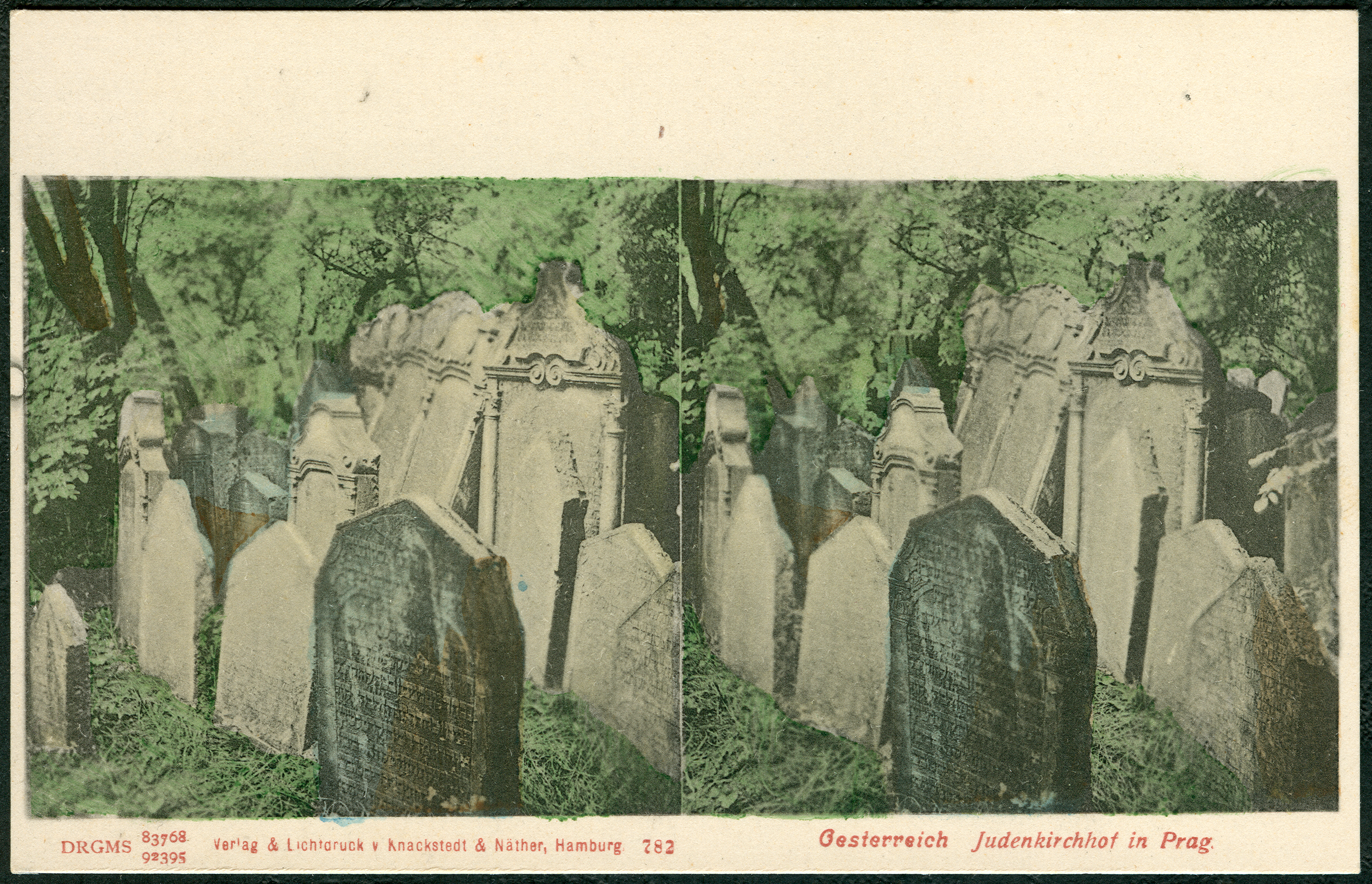
Um 1900: Stereoskopie als kolorierte Ansichtskarte Nr. 782 von Knackstedt & Näther, Hamburg
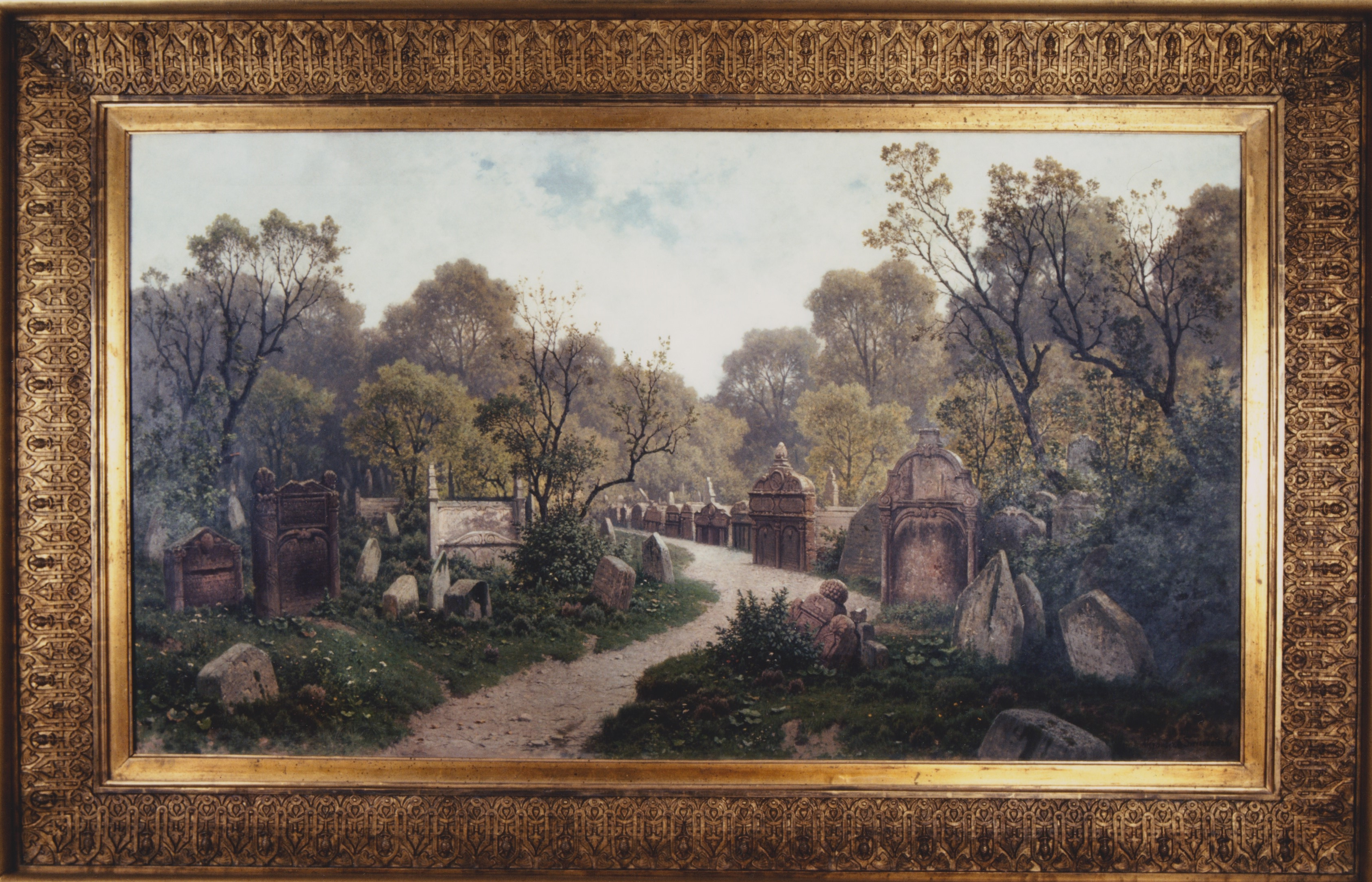
Alter Jüdischer Friedhof Prag, Alexander von Swiezewski, Ende des 19. Jhds, Jüdisches Museum der Schweiz